# Ministero della giustizia (Russia)
Il Ministero della giustizia (in russo Министерство юстиции?, Ministerstvo justitsii) è un dicastero del governo russo responsabile della giustizia.

## Storia
Il ministero è stato istituito il 16 maggio 1992 e ha assunto le funzioni precedentemente proprie del ministero della giustizia della Repubblica Socialista Federativa Sovietica Russa.
Il ministro in carica dal 2020 è Konstantin Anatol'evič Čujčenko.

## Funzioni
Secondo il decreto del Presidente della Federazione Russa del 13 ottobre 2004 (modificato il 23 ottobre 2008) e in conformità con altri regolamenti, il Ministero della Giustizia è impegnato nell'elaborazione e nell'attuazione delle politiche pubbliche e del controllo regolamentare, nonché svolge attività di contrasto e funzioni di controllo e supervisione nei settori di:
- esecuzione delle sanzioni penali (da parte del FSIN)
- Organizzazioni senza scopo di lucro registrate, compresi gli uffici di organizzazioni internazionali e organizzazioni non governative straniere, associazioni pubbliche, partiti politici e organizzazioni religiose, oltre a fornire informazioni al riguardo.
- advocacy,
- attività notarile,
- Registrazione statale dello stato civile
- Legalizzazione e Apostille
- assicurare l'ordine stabilito dei tribunali e l'esecuzione di atti giudiziari e altri organi;
- Lotta alla corruzione (con l'aiuto del Procuratore generale della Russia)

## Elenco dei ministri della giustizia della Federazione Russa
| N° | Ministro            | Inizio mandato   | Fine mandato    | Partito           |
| 1° | Nikolaj Fëdorov     | 25 dicembre 1991 | 24 marzo 1993   | Russia Unita      |
| 2° | Jurij Kalmykov      | 13 aprile 1993   | 7 dicembre 1994 | Ind.              |
| 3° | Valentin Kovalëv    | 5 gennaio 1995   | 2 luglio 1997   | Partito comunista |
| 4° | Sergej Stepašin     | 2 luglio 1997    | 29 marzo 1998   | Partito comunista |
| 5° | Pavel Krašeninnikov | 30 aprile 1998   | 17 agosto 1999  | Russia Unita      |
| 6° | Jurij Čajka         | 17 agosto 1999   | 23 giugno 2006  | Ind.              |
| 7° | Vladimir Ustinov    | 23 giugno 2006   | 12 maggio 2008  | Ind.              |
| 8° | Aleksandr Konovalov | 12 maggio 2008   | 21 gennaio 2020 | Russia Unita      |
| 9° | Konstantin Čujčenko | 21 gennaio 2020  | in carica       | Russia Unita      |